# Andersonia involucrata
Andersonia involucrata är en ljungväxtart som beskrevs av Otto Wilhelm Sonder. Andersonia involucrata ingår i släktet Andersonia och familjen ljungväxter. Inga underarter finns listade i Catalogue of Life.